# Сердар Беке
Сердар Беке (тур. Serdar Böke; нар. 17 вересня 1986) — турецький борець вільного стилю, бронзовий призер чемпіонату Європи, чемпіон Середземноморських ігор, срібний та бронзовий призер чемпіонатів світу серед студентів.

## Життєпис
Боротьбою почав займатися з 1997 року.
Виступає за спортивний клуб ASKI Анкара. Тренер — Абдулла Чакмар, Адем Берекет.

## Спортивні результати на міжнародних змаганнях

### Виступи на Чемпіонатах світу
| Змагання                        | Збірна    | Вагова категорія          | Місце |
| ------------------------------- | --------- | ------------------------- | ----- |
| Чемпіонат світу з боротьби 2011 | Туреччина | вільна боротьба, до 84 кг | 20    |
| Чемпіонат світу з боротьби 2013 | Туреччина | вільна боротьба, до 84 кг | 9     |
| Чемпіонат світу з боротьби 2018 | Туреччина | вільна боротьба, до 92 кг | 14    |

### Виступи на Чемпіонатах Європи
| Змагання                         | Збірна    | Вагова категорія          | Місце  |
| -------------------------------- | --------- | ------------------------- | ------ |
| Чемпіонат Європи з боротьби 2010 | Туреччина | вільна боротьба, до 84 кг | 7      |
| Чемпіонат Європи з боротьби 2012 | Туреччина | вільна боротьба, до 84 кг | 5      |
| Чемпіонат Європи з боротьби 2018 | Туреччина | вільна боротьба, до 92 кг | Бронза |

### Виступи на Кубках світу
| Змагання                    | Збірна    | Вагова категорія          | Місце |
| --------------------------- | --------- | ------------------------- | ----- |
| Кубок світу з боротьби 2010 | Туреччина | вільна боротьба, до 84 кг | 8     |
| Кубок світу з боротьби 2015 | Туреччина | вільна боротьба, до 86 кг | 8     |
| Кубок світу з боротьби 2017 | Туреччина | вільна боротьба, до 86 кг | 4     |

### Середземноморських іграх
| Змагання                    | Збірна    | Вагова категорія          | Місце  |
| --------------------------- | --------- | ------------------------- | ------ |
| Середземноморські ігри 2013 | Туреччина | вільна боротьба, до 84 кг | Золото |

### Універсіадах
| Змагання               | Збірна    | Вагова категорія          | Місце |
| ---------------------- | --------- | ------------------------- | ----- |
| Літня Універсіада 2013 | Туреччина | вільна боротьба, до 84 кг | 20    |

### Виступи на Чемпіонатах світу серед студентів
| Змагання                                        | Збірна    | Вагова категорія          | Місце  |
| ----------------------------------------------- | --------- | ------------------------- | ------ |
| Чемпіонат світу з боротьби серед студентів 2010 | Туреччина | вільна боротьба, до 84 кг | Бронза |
| Чемпіонат світу з боротьби серед студентів 2012 | Туреччина | вільна боротьба, до 84 кг | Срібло |

### Виступи на інших змаганнях
| Змагання                                   | Збірна    | Вагова категорія          | Місце  |
| ------------------------------------------ | --------- | ------------------------- | ------ |
| Турнір Дана Колова — Николи Петрова 2009   | Туреччина | вільна боротьба, до 84 кг | Бронза |
| Золотий Гран-прі з боротьби 2010 (Тбілісі) | Туреччина | вільна боротьба, до 84 кг | Бронза |
| Турнір Яшара Догу 2011                     | Туреччина | вільна боротьба, до 84 кг | Бронза |
| Турнір Алі Алієва 2011                     | Туреччина | вільна боротьба, до 84 кг | Бронза |
| Турнір Г. Картозія і В. Балавадзе 2011     | Туреччина | вільна боротьба, до 84 кг | Бронза |
| Золотий Гран-прі з боротьби 2011 (Баку)    | Туреччина | вільна боротьба, до 84 кг | Срібло |
| Меморіал Вацлава Циолковського 2011        | Туреччина | вільна боротьба, до 84 кг | Бронза |
| Турнір Яшара Догу 2012                     | Туреччина | вільна боротьба, до 84 кг | Срібло |
| Гран-прі Іспанії з боротьби 2012           | Туреччина | вільна боротьба, до 96 кг | 10     |
| Турнір Яшара Догу 2013                     | Туреччина | вільна боротьба, до 84 кг | Бронза |
| Турнір Дана Колова — Николи Петрова 2013   | Туреччина | вільна боротьба, до 84 кг | 5      |
| Турнір Алі Алієва 2013                     | Туреччина | вільна боротьба, до 84 кг | 17     |
| Меморіал Вацлава Циолковського 2013        | Туреччина | вільна боротьба, до 84 кг | Срібло |
| Турнір Яшара Догу 2014                     | Туреччина | вільна боротьба, до 86 кг | 18     |
| Турнір Яшара Догу 2015                     | Туреччина | вільна боротьба, до 86 кг | 13     |
| Золотий Гран-прі з боротьби 2015           | Туреччина | вільна боротьба, до 86 кг | 7      |
| Гран-прі Німеччини з боротьби 2016         | Туреччина | вільна боротьба, до 97 кг | 5      |
| Турнір Яшара Догу 2017                     | Туреччина | вільна боротьба, до 86 кг | 7      |
| Гран-прі «Іван Яригін» 2018                | Туреччина | вільна боротьба, до 92 кг | 5      |
| Турнір Дана Колова — Николи Петрова 2018   | Туреччина | вільна боротьба, до 92 кг | Бронза |
| Турнір Яшара Догу 2018                     | Туреччина | вільна боротьба, до 92 кг | 5      |
| Турнір Олександра Медведя 2018             | Туреччина | вільна боротьба, до 92 кг | 8      |

### Виступи на змаганнях молодших вікових груп
| Змагання                                       | Збірна    | Вагова категорія          | Місце |
| ---------------------------------------------- | --------- | ------------------------- | ----- |
| Чемпіонат світу з боротьби серед юніорів 2005  | Туреччина | вільна боротьба, до 84 кг | 20    |
| Чемпіонат Європи з боротьби серед кадетів 2003 | Туреччина | вільна боротьба, до 69 кг | 8     |